# Georg Steinhausen
Georg Steinhausen (* 2. Juni 1866 in Brandenburg (Havel); † 30. März 1933 in Kassel) war ein deutscher Bibliothekar und Kulturwissenschaftler. Er gilt als Pionier der deutschen Briefforschung.

## Leben
Georg Steinhausen wuchs als Sohn eines Gymnasialdirektors in Brandenburg an der Havel, in Küstrin (dort war der Großvater Bürgermeister gewesen) und Friedland auf. Er besuchte die Gymnasien in Friedland und Greifswald und studierte 1883 bis 1887 Geschichte und Germanistik in Berlin und Greifswald. 1887 promovierte er in Greifswald mit einer lateinischen Dissertation über den Ursprung des römischen Zwölftafelgesetzes, De Legum  XII tabularum patria.
1887 wurde Steinhausen Volontär, 1888 Assistent an der Universitätsbibliothek in Greifswald. 1892 ging er als Bibliothekar an die Universitätsbibliothek Jena. Im gleichen Jahr heiratete er Frida von Normann, die Tochter eines Obersten. 1901 wurde er Leiter der Murhardschen Stadtbibliothek in Kassel. 1905 wurde er dort zum Titularprofessor ernannt.
Steinhausen nahm als Hauptmann, später Major am Ersten Weltkrieg teil, in dem 1918 auch sein 1893 geborener Sohn Eberhard fiel.
Georg Steinhausen starb am 30. März 1933 im Alter von 66 Jahren.

## Werk
Aufbauend auf seinen Studien zur Geschichte des deutschen Briefs, wandte er sich auch volkskundlichen und wirtschaftsgeschichtlichen Fragestellungen zu. Seine Arbeiten zur deutschen Kulturgeschichte galten lange als Standardwerke und erlebten mehrere Neuauflagen.
Steinhausen begründete die Zeitschrift Archiv für Kulturgeschichte, die später von Walter Goetz herausgegeben wurde. Zeitweilig hatte er sie zusammen mit Goetz redigiert, wobei er aber nach Differenzen mit Goetz sich hiervon zurückzog.
Nach dem Ende des Ersten Weltkriegs veröffentlichte Steinhausen mehrere Schriften über den Ersten Weltkrieg, unter anderem das Pamphlet „Die Schuld der Heimat“ für die deutschnationale Zeitung Der Tag, in dem er die Dolchstoßlegende propagierte.

## Schriften (Auswahl)
Monographien
- Geschichte des deutschen Briefes. Zur Kulturgeschichte des deutschen Volkes, 2 Bände, 1889–1891.
- Kulturstudien, 1892.
- Der Wandel deutschen Gefühllebens seit dem Mittelalter, 1895.
- Häusliches und gesellschaftliches Leben im 19. Jahrhundert, Cronbach, Berlin 1898 (= Am Ende des Jahrhunderts, Band 4).
- Der Kaufmann in der deutschen Vergangenheit, Dieterichs, Leipzig 1899 (= Monographien zur deutschen Kulturgeschichte, Band 2).
- Geschichte der deutschen Kultur, 1904.
- Germanische Kultur in der Urzeit, 1905.
- Kulturgeschichte der Deutschen im Mittelalter, 1910.
- Kulturgeschichte der Deutschen in der Neuzeit, 1912.
- Die Grundfehler des Krieges und der Generalstab, 1919.
- Die Schuld der Heimat, 1919.
- Der politische Niedergang Deutschlands und seine tieferen Ursachen, 1927.
- Deutsche Geistes- und Kulturgeschichte von 1870 bis zur Gegenwart, 1931.

Herausgeberschaften
- Briefwechsel Balthasar Paumgartners des jüngeren mit seiner Gattin Magdalena geb. Behaim (1582–1598), Litterarischer Verein in Stuttgart, Tübingen 1895.
- Monographien zur deutschen Kulturgeschichte, Diederichs, Leipzig 1899–1908.
- Denkmäler der deutschen Kulturgeschichte (Quellen) 
  - Deutsche Privatbriefe des Mittelalters. Band 1: Fürsten und Magnaten, Edle und Ritter, 1899 (Digitalisat), (Digitalisat)
  - Deutsche Privatbriefe des Mittelalters. Band 2: Geistliche, Bürger, 1907 (Digitalisat), (Digitalisat)
  - Deutsche Hofordnungen des 16. und 17. Jahrhunderts. Band 1: Brandenburg, Preußen, Pommern, Mecklenburg, 1905.
- Zeitschrift für Kulturgeschichte, 1894–1902.
- Archiv für Kulturgeschichte, ab 1903.